# 1492: Conquest of Paradise (banda sonora)
1492: Conquest of Paradise es una banda sonora realizada por el artista y compositor griego de música electrónica Vangelis, lanzada en 1992 por Atlantic/WEA. 
La película, que narra el viaje de Cristóbal Colón a América en 1492, fue dirigida por Ridley Scott, para quién Vangelis hubo previamente compuesto la banda sonora de Blade Runner, en 1982 (inédita hasta 1994). 
El álbum y el sencillo "Conquest of Paradise" disfrutaron de un resurgimiento en 1995 por diversas razones, rompiendo muchos récords de ventas.
Una serie de piezas pueden ser identificadas en la película, pero está claro que Scott prefirió "Hispañola" (pista n.º 9) para ajustar el tono de la película, antes que "Conquest of Paradise" (pista n.º 2).
El álbum fue lanzado en diferentes mercados con una de las dos portadas alternativas existentes del mismo.

## Instrumentación
En esta banda sonora, Vangelis colabora con varios artistas, incluidos dos guitarristas (César I. Jiménez Rosas/Claus Van der Champs) y vocalistas de flamenco, más la adición de violín, mandolina y flautas. Al igual que en una serie de álbumes anteriores de Vangelis, el English Chamber Choir, dirigido por Guy Protheroe, lleva a cabo las partes corales.
La ingeniería y coordinación de sonido estuvo a cargo del músico francés Frederick Rousseau (también conocido por sus colaboraciones con Jean Michel Jarre), quien ha sido compañero de estudio de Vangelis desde los años 80 hasta la grabación de la banda sonora de Alexander.
Vangelis toca todos los sintetizadores, usando principalmente parches de cuerdas, pero también los étnicos para reflejar el carácter de la película, el piano eléctrico y parches de harpa. 
Algunas piezas tranquilas y atmosféricas (pistas n.º 3, 7, 11 y 12) fueron enteramente llevadas a cabo por Vangelis, usando pianos, cuerdas y arpa.
Para la música étnica, Vangelis consultó al especialista francés Xavier Belanger, quién ha asesorado a otros artistas en temas similares, incluyendo a Jean Michel Jarre.
Un videoclip fue grabado con Vangelis en sus Estudios Epsilon (actualmente desmantelados), con el coro cantando.

## Letras
Cuatro pistas de este álbum contienen letras. 
En "Monastery of La Rabida" y "Deliverance", el coro canta himnos en idioma latín ("De Profundis" y "Dies Irae", respectivamente). 
En "Conquest of Paradise" y "Light and Shadow" Vangelis usó un lenguaje "pseudo-latín" inventado.

## Resurgimiento y cultura popular
Tanto el álbum como el EP tuvieron escaso éxito comercial tras su lanzamiento en 1992, pero este vino tres años después, en 1995, por razones dispares: En Alemania, el boxeador local Henry Maske utilizó el tema "Conquest of Paradise" como introducción durante sus combates. 
Cuando se convirtió en poseedor del título mundial de la FIB en la categoría de peso ligero, la pieza recibió una amplia cobertura y el sencillo fue lanzado a toda prisa. En Portugal, el partido socialista local también usó "Conquest of Paradise" como tema para las elecciones generales (y ganó). 
Asimismo fue empleado por los Crusaders, un equipo de rugby Super 14 con sede en Christchurch, Nueva Zelanda. La composición es igualmente usada mientras el equipo inglés de rugby a 13 Wigan Warriors entra en el campo así como lo fue durante la Copa Mundial de Críquet de 2011, y la Copa Mundial Twenty20 de 2012.

## Lista de temas
| N.º | Título                                     | Duración |  |
| 1.  | «Opening»                                  | 1:21     |  |
| 2.  | «Conquest of Paradise»                     | 4:47     |  |
| 3.  | «Monastery of La Rábida»                   | 3:39     |  |
| 4.  | «City of Isabel»                           | 2:16     |  |
| 5.  | «Light and Shadow»                         | 3:46     |  |
| 6.  | «Deliverance»                              | 3:28     |  |
| 7.  | «West Across the Ocean Sea»                | 2:53     |  |
| 8.  | «Eternity»                                 | 1:59     |  |
| 9.  | «Hispañola»                                | 4:56     |  |
| 10. | «Moxica and the Horse»                     | 7:06     |  |
| 11. | «Twenty Eighth Parallel»                   | 5:14     |  |
| 12. | «Pinta, Niña, Santa María (Into Eternity)» | 13:19    |  |

## EP
Asimismo fue puesto a la venta un EP con cuatro pistas, dos de las cuales no se incluyeron en el álbum:
| N.º | Título                 | Duración |  |
| 1.  | «Conquest of Paradise» | 4:47     |  |
| 2.  | «Moxica and the Horse» | 7:06     |  |
| 3.  | «Line Open»            | 4:48     |  |
| 4.  | «Landscape»            | 1:45     |  |

## Listas y ventas
El álbum llegó a ascender a la primera posición en las listas de ventas de muchos países, entre ellos Austria, Países Bajos, Noruega y Suiza. Es una de las bandas sonoras con mayores ventas de la historia de Alemania, permaneciendo en las listas durante más de un año, y ganando Vangelis por ella el premio Echoverleihung de 1995, en la categoría de artistas extranjeros.
El sencillo "Conquest of Paradise" también alcanzó la primera posición en varios países, permaneciendo 10 semanas en ella en los Países Bajos y Alemania, donde vendió 1.5 millones de copias, y 8 semanas en primera posición en Bélgica y Suiza. Las ventas mundiales del sencillo sobrepasan los 4 millones de copias.

## Certificaciones
| Territorio   | Certificador | Certificación | Ventas    |
| ------------ | ------------ | ------------- | --------- |
| Austria      | IFPI         | Platino x2    | 40,000    |
| Argentina    | CAPIF        | Platino       | 40,000    |
| Bélgica      | IFPI         | Oro           | 10,000    |
| Brasil       | ABPD         | Oro           | 100,000   |
| Alemania     | BVMI         | Oro x5        | 1,250,000 |
| Países Bajos | NVPI         | Platino x2    | 140,000   |
| Noruega      | IFPI         | Platino       | 40,000    |
| Suiza        | IFPI         | Platino x2    | 100,000   |
| Reino Unido  | BPI          | Oro           | 100,000   |